# Campeonato Mundial de Luge de 2016 - Arrancada em duplas
A competição Arrancada em duplas do Campeonato Mundial de Luge de 2016 aconteceu em 29 de Janeiro de 2016, com a arrancada de classificação se iniciando às 09:00 e a arrancada final começando às 14:48 no horário local.

## Resultados
| PF | O  | Atleta                                               | DQ     | PQ  | TF     | PF  | Dif    |
| -- | -- | ---------------------------------------------------- | ------ | --- | ------ | --- | ------ |
| 01 | 15 | GER Alemanha Tobias Wendl Tobias Arlt                | 39.017 | 1   | 39.032 | 1   |        |
| 02 | 13 | AUT Áustria Peter Penz Georg Fischler                | 39.596 | 10  | 39.261 | 2   | +0.229 |
| 03 | 12 | ITA Itália Christian Oberstolz Patrick Gruber        | 39.491 | 5   | 39.428 | 3   | +0.396 |
| 04 | 10 | LAT Letônia Andris Šics Juris Šics                   | 39.505 | 6   | 39.452 | 4   | +0.420 |
| 05 | 11 | USA Estados Unidos Matthew Mortensen Jayson Terdiman | 39.480 | 4   | 39.573 | 5   | +0.541 |
| 06 | 03 | AUT Áustria Thomas Steu Lorenz Koller                | 39.567 | 8   | 39.593 | 6   | +0.561 |
| 07 | 07 | CAN Canadá Tristan Walker Justin Snith               | 39.577 | 9   | 39.600 | 7   | +0.568 |
| 08 | 06 | RUS Rússia Andrey Bogdanov Andrey Medvedev           | 39.517 | 7   | 39.653 | 8   | +0.621 |
| 09 | 04 | GER Alemanha Robin Geueke David Gamm                 | 39.360 | 3   | 39.669 | 9   | +0.637 |
| 10 | 05 | RUS Rússia Alexandr Denisyev Vladislav Antonov       | 39.742 | 11  | 39.712 | 10  | +0.680 |
| 11 | 02 | USA Estados Unidos Justin Krewson Andrew Sherk       | 39.805 | 13  | 39.791 | 11  | +0.759 |
| 12 | 09 | ITA Itália Ludwig Rieder Patrick Rastner             | 39.921 | 14  | 39.908 | 12  | +0.876 |
| 13 | 17 | RUS Rússia Vladislav Yuzhakov Jury Prokhorov         | 39.803 | 12  | 40.167 | 13  | +1.135 |
| 14 | 16 | CZE Chéquia Lukáš Brož Antonín Brož                  | 39.992 | 15  | 40.332 | 14  | +1.300 |
| 15 | 14 | GER Alemanha Toni Eggert Sascha Benecken             | 39.073 | 2   |        | DSQ |        |
| 16 | 21 | POL Polônia Wojciech Chmielewski Jakub Kowalewski    | 40.004 | 16  |        |     |        |
| 17 | 20 | LAT Letônia Kristens Putins Karlis Matuzels          | 40.019 | 17  |        |     |        |
| 18 | 23 | ITA Itália Florian Gruber Simon Kainzwalder          | 40.049 | 18  |        |     |        |
| 19 | 25 | POL Polônia Patryk Poręba Karol Mikrut               | 40.367 | 19  |        |     |        |
| 20 | 18 | SVK Eslováquia Jakub Šimoňák Marek Solčanský         | 40.585 | 20  |        |     |        |
| 21 | 22 | UKR Ucrânia Oleksandr Obolonchyk Roman Zakharkiv     | 40.786 | 21  |        |     |        |
| 22 | 26 | ROU Romênia Daniel Popa Ionuț Țăran                  | 40.807 | 22  |        |     |        |
| 23 | 27 | GBR Grã-Bretanha Adam Rosen Raymond Thompson         | 41.936 | 23  |        |     |        |
| 24 | 08 | LAT Letônia Oskars Gudramovičs Pēteris Kalniņs       | 45.968 | 24  |        |     |        |
|    | 01 | CZE Chéquia Matěj Kvíčala Jaromír Kudera             |        | DNF |        |     |        |
|    | 19 | ROU Romênia Cosmin Atodiresei Stefan Musei           |        | DNF |        |     |        |
|    | 24 | KOR Coreia do Sul Park Jin-yong Cho Jung-myung       |        | DSQ |        |     |        |